# 島谷ひとみのひとみEye-Land
島谷ひとみのひとみEye-Land（しまたにひとみのひとみアイランド）は、歌手島谷ひとみのレギュラーラジオ番組であり、JFN制作だった。2002年10月に放送を開始し、2006年3月に終了した。

## コーナー
- MUSIC 'EYE'LAND

普段何気なく聴いている洋楽の歌詞を分析していく。
| スタブアイコン | サブスタブ | この項目は、まだ閲覧者の調べものの参照としては役立たない、ラジオ番組に関連した書きかけの項目です。この項目を加筆・訂正などしてくださる協力者を求めています（P:ラジオ/PJ:放送番組）。 |